# Civico planetario Ulrico Hoepli
(Ulrico Hoepli, maggio 1930)
Il Planetario di Milano, ufficialmente Civico planetario "Ulrico Hoepli", è un edificio situato nei giardini di Porta Venezia di Milano. Dotato di una grande cupola, è attrezzato al suo interno con uno strumento chiamato anch'esso planetario che proietta e rappresenta l'immagine degli astri e i loro movimenti sulla volta celeste.
Il Planetario di Milano venne inaugurato il 20 maggio 1930 su progetto dell'architetto Piero Portaluppi che lo realizzò su commissione dell'editore italo-svizzero Ulrico Hoepli (1847-1935) che lo donò alla città. 

## Storia

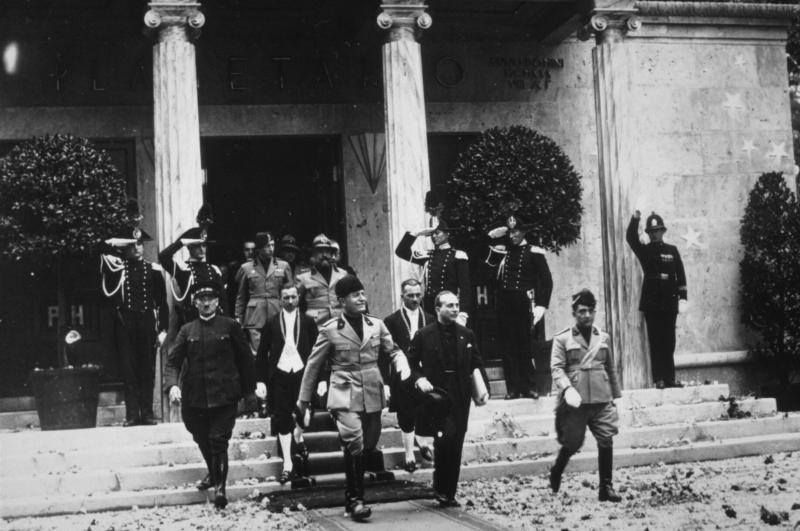
20 maggio 1930: Mussolini e il podestà di Milano Visconti di Modrone inaugurano il planetario.

La costruzione del planetario fu resa possibile grazie a diversi attori: le autorità della città di Milano che misero a disposizione il terreno su cui sorge nei giardini pubblici di Porta Venezia; il professor Emilio Bianchi, allora direttore dell'Osservatorio astronomico di Brera e responsabile scientifico del progetto; l'architetto Ernst, responsabile degli aspetti tecnici della costruzione, e l'architetto Portaluppi, autore dell'architettura del fabbricato.
L'edificio venne inaugurato il 20 maggio 1930 con una cerimonia ristretta a cui parteciparono il capo del Governo Benito Mussolini, il commendator Ulrico Hoepli, il podestà di Milano duca Marcello Visconti di Modrone e un ristretto e scelto pubblico di inviati, senatori e deputati. Durante la cerimonia l'Hoepli donò ufficialmente il planetario alla città di Milano. Seguì, in serata, uno spettacolo astronomico preceduto da un discorso inaugurale del professor Bianchi.
Nel 1943, a causa del precipitare degli eventi bellici, lo strumento scientifico interno viene smontato, rimosso e ricoverato fuori città e l'attività del planetario viene interrotta. Danneggiato durante i bombardamenti alleati della seconda guerra mondiale dell'agosto 1943, il planetario, con la cupola ancora danneggiata, viene riaperto. Nel 1954 viene operata una ristrutturazione dell'edificio con la sostituzione della parte interna della cupola prima in tela e ora in pannelli di alluminio forato.

## Stile architettonico
L'edificio del planetario, disegnato dal Portaluppi in forme classicheggianti, è di forma ottagonale in muratura continua con solaio e cupola emisferica in calcestruzzo, preceduto da un pronao ionico tetrastilo a colonne scanalate e senza plinto a cui si accede da un'ampia scalinata che conduce al corpo dell'ingresso. Al carattere severo dell'edificio, enfatizzato dal rivestimento in marmi e pietre naturali (ceppo di Albio, ceppo di Poltragno, marmo di Crevola d'Ossola), fa riscontro la consueta firma iconica del Portaluppi, identificabile nelle lievi scie argentee di costellazioni che decorano gli interni.

## Caratteristiche
L'edificio ha pianta ottagonale e le dimensioni della sala di proiezione (19,6 metri di diametro per una capienza di 375 posti) ne fanno il più grande planetario in Italia.
La struttura svolge un'intensa attività divulgativa e didattica riguardante l'astronomia e le scienze a essa collegate, ospitando ogni anno circa 100.000 visitatori, tra scuole e pubblico generale.
Lo strumento planetario attualmente in uso, uno Zeiss modello IV, è stato installato nel 1968.

Il planetario dispone anche di una biblioteca che costituisce una sezione di quella del Museo di storia naturale, situato accanto all'edificio.
Alla base della cupola è presente inoltre un profilo della città di Milano, così come era nel 1930: è visibile per esempio il duomo, ma non tutti i nuovi edifici e grattacieli costruiti successivamente, per esempio il grattacielo Pirelli, la torre Unicredit e il palazzo Lombardia.

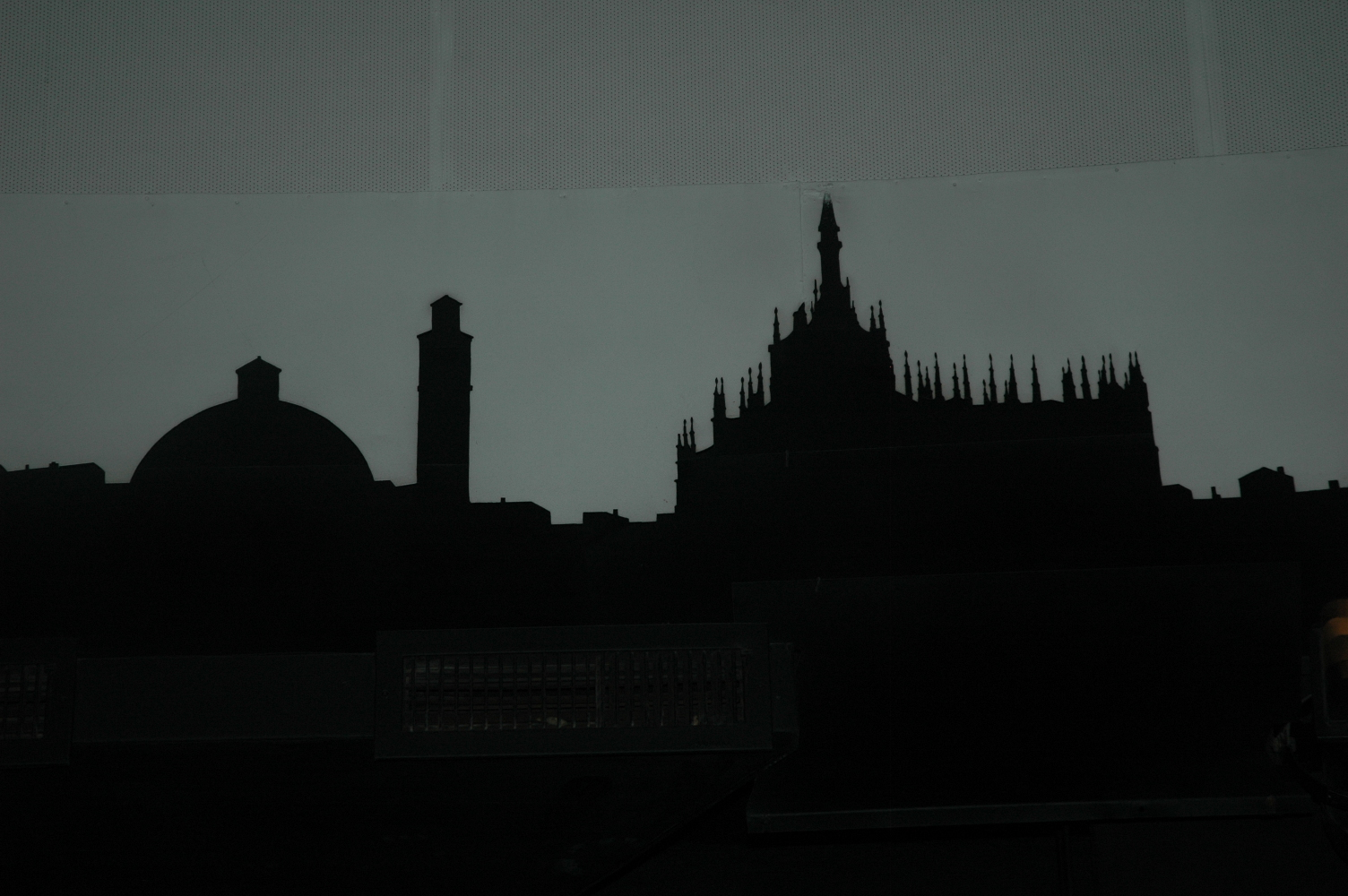
Profilo del duomo nella ricostruzione del profilo della città negli anni 30 dentro il planetario di Milano
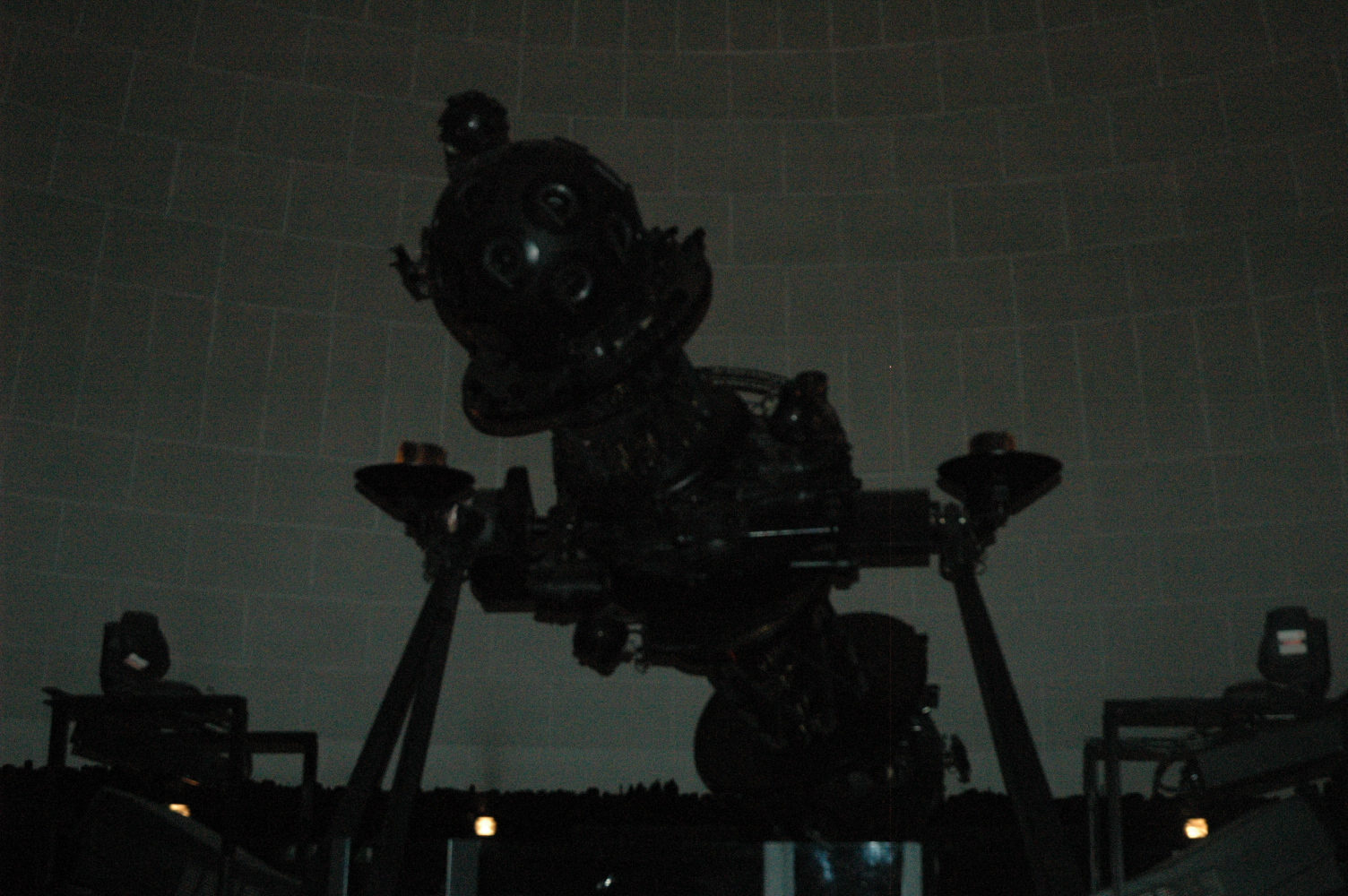
Il proiettore del planetario
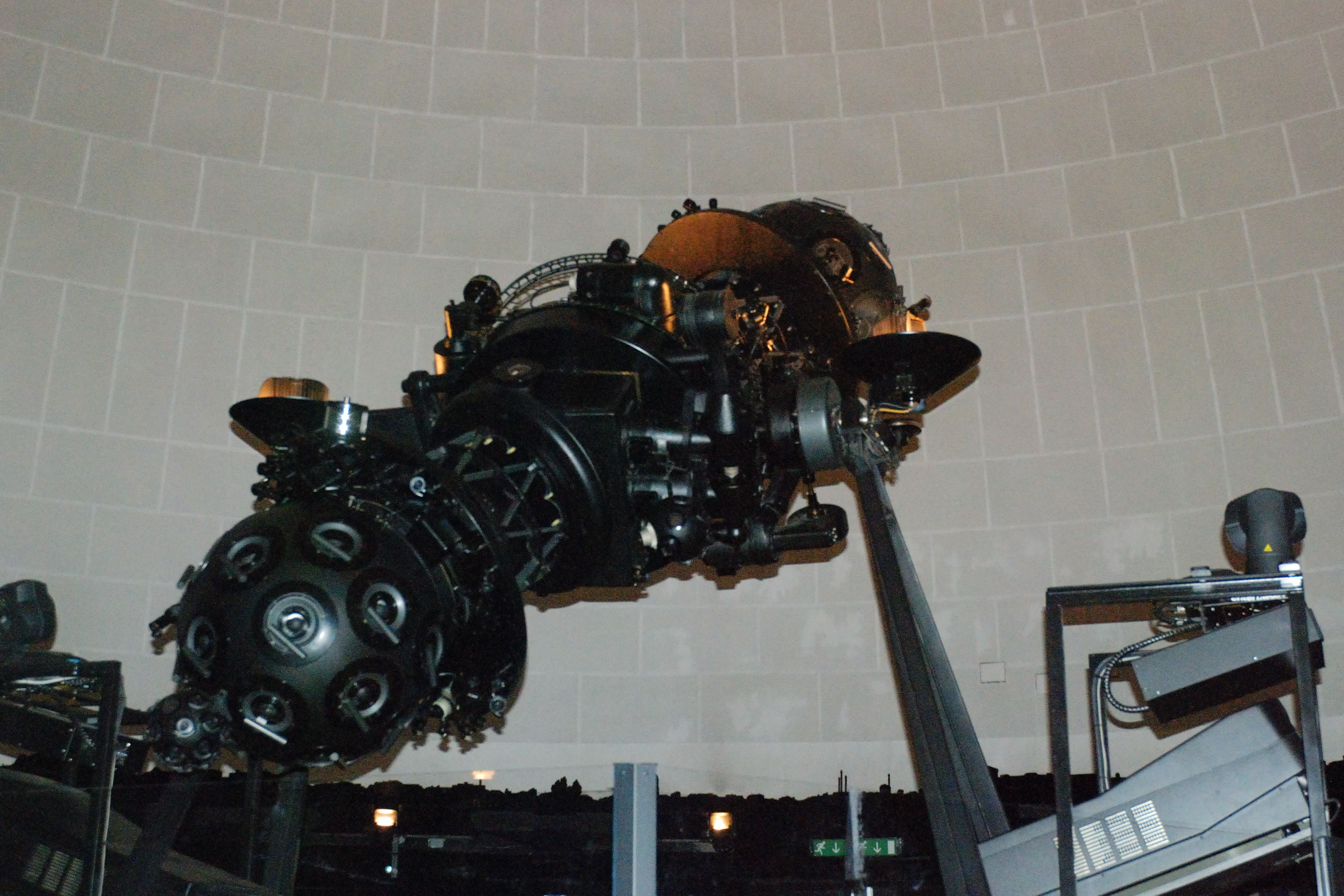
Il proiettore del planetario

## Orientamento
Il nord virtuale del planetario non corrisponde al nord reale terrestre perché i punti cardinali del planetario sono orientati rispetto all'ingresso del planetario, il quale a sua volta è perpendicolare all'asse viario di corso Venezia che non coincide con nessun punto cardinale. Il nord virtuale indicato nella sala di proiezione coincide semplicemente con la direzione di uscita dal planetario e quindi è in direzione sud-est. Secondo il conservatore dell'istituto, il fisico Fabio Peri, ciò è dovuto al fatto che la postazione del conferenziere si trova vicino all'ingresso e che la posizione migliore per il relatore è a nord, per indicare con maggiore agio la parte più interessante e varia della volta celeste, che per gli abitanti dell'emisfero boreale è quella rivolta a sud.

## Attività collegate
A seguito del bando indetto dal Comune, dal luglio 2016 le attività pubbliche, scolastiche e i servizi accessori del Planetario di Milano sono forniti dalla Associazione LOfficina. 
Il planetario di Milano ospita il Circolo astrofili di Milano, un'associazione fondata nel 1932 che raccoglie gli appassionati milanesi dell'osservazione del cielo. I soci si ritrovano in planetario due mercoledì al mese, presentando le loro osservazioni astronomiche e le loro attività pratiche di astronomia non professionale.